# Schnusimyia parvula
Schnusimyia parvula är en tvåvingeart som beskrevs av Friedrich Georg Hendel 1914. Schnusimyia parvula ingår i släktet Schnusimyia och familjen fläckflugor. Inga underarter finns listade i Catalogue of Life.